# 光田健輔

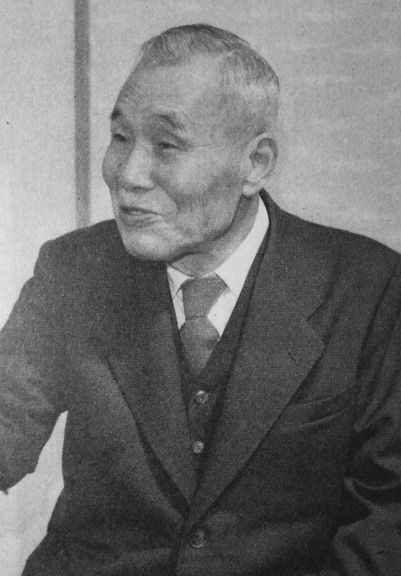
光田健輔（1956年）

光田 健輔（みつだ けんすけ、1876年（明治9年）1月12日 - 1964年（昭和39年）5月14日）は、日本の病理学者、皮膚科医。生涯をハンセン病の撲滅に捧げ、国立長島愛生園初代園長等を歴任した。生前は｢救癩の父｣と崇められ、文化勲章やダミアン・ダットン賞を受けた。その一方で、患者の絶対隔離政策を推進する「癩予防法」改正、無癩県運動や「らい予防法」制定の中心人物であり、日本の対ハンセン病政策の明暗を象徴する人物ともされる。贈正三位勲一等瑞宝章。

## 生涯
1876年（明治9年）1月12日、山口県佐波郡中関村（現・防府市）に生まれる。
高等小学校卒業後に上京し、医師・賀古鶴所宅で住み込み書生をしながら苦学して、医術開業前期試験に合格した。合格後は実技試験対策のために済生学舎に入学、1895年、開業後期試験に合格する。済生学舎の同期に野口英世がいる。
東京帝国大学医学部選科に籍を置き、学士でないハンディを乗り越えて病理学を学び、ハンセン病の撲滅を志すようになる。当時ハンセン病の療養施設「養育院｣から献体があったが、学士の同僚達は罹患を恐れ、誰も解剖をしようとはしなかった。「ハンセン氏病の患者を救いたい」という一心から光田は危険を顧みず、解剖にあたったとされる。
1898年、東京帝国大学医科大学専科（病理特科）を卒業し、同年7月に、東京市養育院に就職する。翌1899年にかけて、院内に「回春病室」を開設し、ハンセン病患者の医療に取り組み、患者隔離政策の推進派となる。1908年には同院副医長に就任。
1909年、公立癩療養所全生病院医長に就任。1914年（大正3年）、全生病院長に就任するとともに、保健衛生調査会委員に就任し、ハンセン病予防事務視察のため、欧米各国などに渡る。1915年には、入所者に対してはじめて断種手術（ワゼクトミ－）を行う。これは男女別に収容されていた入所者間に子供が生まれたことを背景に、入所者間の所内結婚（通い婚）を認める条件として、男性入所者に対して行われたものであった。
1919年に発表した論文「らい結節乳剤を以ってする皮膚反応の価値」は、ハンセン病の病型を診断する「光田反応」の開発へと繋がる研究成果であった。1923年にストラスブールで開催された第3回国際らい学会では名誉会頭・座長を務め、「光田反応」などについて発表したが、反応はなかった。なお、光田反応は弟子の林文雄によって完成された。
1930年（昭和5年）頃より日本政府によるらい根絶運動が本格化し、光田はその中心人物の一人となる。同年、岡山県の長島に完成した国立療養所長島愛生園の初代園長に就任する。1931年4月には癩予防法が改正され、全ハンセン病患者を強制隔離する無癩県運動がはじまった。1943年にハンセン病特効薬プロミンが開発され、1947年には日本でもプロミンによる治療が開始され、薬物療法が確立されて強制隔離の医学的必要性が疑われるようになっても、光田は強制隔離政策の維持・強化を主張し続けた。
1951年、ハンセン病治療研究および患者救済における功績により文化勲章を受章する。また、山口県防府市並びに岡山市名誉市民となる。大島青松園長野島泰治によれば、すでに1943年に文化勲章受章の動きがあったという。これによれば、同年秋の全国癩療養所所長会議が東京で開催された翌日、厚生省医務課秘書課長が野島に対し、光田反応の発見を理由とした光田への文化勲章奏請について意見を聞いたといい、野島は光田反応は光田の業績のごく一部にしか過ぎず、「先人未到のライ病理の解明をされたことこそ文化勲章に値する」という理由で、光田反応を理由としたもの文化勲章奏請に反対したという。また青柳緑は、1950年から翌年にかけて光田のハンセン病関連論文をまとめた『癩に関する論文』の第2〜4輯が刊行されたのは、光田を文化功労者にするための井上謙と厚生省の好意ある陰謀と評している。
その後も、1953年制定のらい予防法に積極的に関わるとともに、法令の存続に力を入れた。1957年3月に退官し、長島愛生園名誉園長となる。1961年には、ハンセン病医療への貢献に対して贈られるダミアン・ダットン賞（Damien-Dutton Award）を受賞した。
1951年不正入出国に関する件で衆議院行政監察特別委員会に証人喚問された。
1964年5月14日死去。享年89。死後2時間後、岡山大学の浜崎名誉教授と小川教授の執刀により、遺体が病理解剖された後、遺骨は長島愛生園にある万霊山遺骨堂に納められた。叙・正三位、勲一等瑞宝章追贈。

## 評価
光田はハンセン病の治療、研究に長年従事し、ハンセン病関連の日本おける政策提言や、患者救済事業に積極的に取り組んだ「パイオニア的な存在」として、医学界からも社会からも高く評価され、文化勲章やダミアン・ダットン賞を受けている。
病理学においては、多くの診察・解剖を通じて、結核とらいの合併の証明、中枢神経病変、動脈病変の研究など、広範囲にわたる業績を残した。特に1919年の「らい結節乳剤を以てする皮膚反応の価値」は、病型分類に大きく貢献する「光田反応」の基礎となる内容で、世界に先駆けた業績として高く評価される。光田反応は、その後、林文雄をはじめとする光田の門下生により完成された。ただしこの反応自体は現在は抗原を入手することが困難になり、行われることは少ない。
また、19世紀末から20世紀初頭、市井において、ハンセン病患者に対する激しい忌避と差別感情が存在し、それに対し当時の内務省が、本格的な対策を講じなかった状況において、果敢に患者の救済とハンセン病撲滅に献身したことも評価されている。以下の文化勳章受章理由は、光田に対する肯定的評価を代表するものである。
一方、主に20世紀後半以降、日本におけるハンセン病政策の不当性や、患者・元患者に対する人権蹂躙が論じられるようになるにつれ、光田に対する批判もなされるようになった。
特に患者に対する強制不妊手術・人工妊娠中絶手術の実施や、ハンセン病患者の強制隔離政策（無癩県運動）の推進に深く関わった点、1940年代以降、特効薬プロミンによる薬物療法の確立後も、強制隔離政策の継続を強く主張し、らい予防法（1953年）に積極的に関わった点等は、ハンセン病元患者や、藤野豊などのハンセン病問題を研究する歴史学者などから、差別や人権侵害を助長したものとして批判されている。
無癩県運動にかかわった組織による反省声明にも、光田の主張を受け入れてしまったことによる謝罪の弁があり、文化勲章を剥奪すべきとする人もある。
このような光田批判に対しては、当時の文脈においては合理的な判断であり、また光田自身には患者を救済しようとする人道的意図があったとして光田を擁護する反論もある。例えば、光田が患者救済と差別助長という矛盾した行動を取った背景について、藤野豊は「らいは恐ろしい伝染病であり、らい患者が存在することは文明国の恥である」という光田独自の考えがあったからではないかと論じている。
これに対して、光田に師事した医師犀川一夫は、光田が「たとえ病原菌が無くなっても、世間の差別の目のせいで元患者が社会復帰するのは難しい。だからあえて隔離するのだ」と主張した事例を紹介し、当時の患者を取り巻く状況においてはそれなりの合理的な理由があったのではと述べている。
また、患者への断種については、優生学に基づくというより、患者間の性の問題が関係していたとして光田を擁護する論がある。それによれば、各地の国立療養所では、男女別に収容されていたにもかかわらず、早朝に施設を巡検すると男女が入り乱れて寝ている姿が発見されることなどがあり、結果的に望まぬ妊娠・出産が多発し、子供の扶養の問題が施設の運営を圧迫していた。
この問題に対して、ハンナ・リデルの運営する熊本回春病院などキリスト教系施設では、徹底して患者に禁欲を強いたが、光田は人間の恋愛の情を強制的に禁ずることの惨さを批判し、一定の制約の下で結婚を認めようという現実的な方針を採用し、結婚の条件として患者に生殖能力を人工的に消失させる断種手術を課したという。強制断種は当時においても違法であり、光田は「告訴されれば私が刑務所に行くまでだ」と確信的であったという。
光田の人柄についても、傲慢という評価がある一方で、謙遜ではにかみ屋、気前がよい等の評価も見られる。実力者でありながら、医学博士号をとらなかったことを謙虚さの証とみる者もいる。1907年の日本医学校の卒業証書に及第と署名した18人の教員中、光田一人が「医学博士」とも「医学士」とも書いていなかったという。年俸は全生病院時代は2000円、愛生園園長時代は4000円であったが、研究や患者に必要なものには気前よく支出したといい、気の毒な患者に会うと50銭を握らせたといったエピソードが語られている。

## 学問的業績
光田のハンセン病関連論文は5編の『癩に関する論文』に纏められている（長濤会、1935〜1952年）。以下には主要な論文等を挙げる。著者名のないものは光田の単著。
- 「癩性りんぱ腺炎について」東京医学会雑誌』13, 1899年
- 光田健輔・菅井竹吉「癩病の末梢神経および血管に於ける病変に就いて」『東京医学会雑誌』14,15, 1900年
- 「癩病の血管殊に静脈の変化及びその臨床的の意義について」『日本医学』15, 1906年
- 「癩病の中枢神経系における病理解剖知見増補」『神経学雑誌』6(6 and 7), 1906年
- 「癩性禿頭について」『東京医事新誌』1711, 1911年
- 「癩病に対する大風子油の価値」『皮膚科泌尿器科雑誌』12(12), 1912年
- 光田健輔・村田茂助「癩の血清反応について 第1報」『皮膚科及泌尿器科雑誌』19(7), 1919年
- 「癩結節乳剤を以てする皮膚反応の意義」『皮膚科及泌尿器科雑誌』19(8), 1919年
- 「疥癬と癩病との注染」『日本公衆保健協会雑誌』10(11), 1934年
- Mitsuda K. "On the Langhans giant cell in leprosy and the stellete body in nodular leprosy". Int J Leprosy 3(3), 1935
- 「「ワゼクトミー」20周年」『愛生』第6巻4号、1936年
- Mitsuda K, Ogawa M. "A study of 150 autopsies on cases of leprosy". Int J Leprosy 5(1),1937
- Mitsuda K, Nagai K. "On alopecia leprosa". Int J Leprosy 5(3),1937
- 「「ワゼクトミー」に就いて」『皮膚科泌尿器科雑誌』41(3)、1937年
- 「30年間癩患者に接触したる石渡婦長の血液像と皮内反応」（第12回日本癩学会総会 抄録）『レプラ』13(1), 1941年
- 「癩型の分類について」『レプラ』15(2), 1943年
- 光田健輔・田尻敢・立川昇・本多正八郎「Cepharanthinによる癩の治療」『日本医学』3389, 1944年
- 「南方に行く程癩症軽るし」『レプラ』15(3), 1944年
- 佐藤秀三「第3回国際癩病学会概況」佐藤秀三により、同学会での光田の活躍が記される。
- 「癩病理講習会講演」（1949年）は質疑応答を含む。
- 光田健輔・横田篤三・犀川一夫「Promin並びに類似化合物による癩治療の協同研究」（第13回癩学会 抄録）『レプラ』20(5), 1951年
- Atlas of Leprosy, 1952年（図譜）
- "Primary and secondary tuberculoid leprosy". Int J Lepr 24(3):264-8; 1956 Jul-Sep.

また、『愛生』開園50周年記念号（昭和55年10別冊）に『愛生』に書いたエッセイ、短歌、参考事項250編以上の題号が纏められている。

## 文献
- 光田健輔『回春病室』朝日新聞社、1950年（朝日新聞社の藤本浩一と医師内田守による自叙伝）
- 桜井方策編『救らいの父 光田健輔の思い出』ルガール社、1974年（没後9年たって多くの人物による「思い出」をまとめたもの）

その他、光田に関する論評や文献は多数存在する。